# Cassi Apronià
Cassi Apronià (en llatí: Marcus Cassius Apronianus) va ser un magistrat romà del segle ii. Formava part de la gens Càssia, una antiga gens romana amb branques patrícies i plebees. Era natural de Bitínia.
Va ser governador de Dalmàcia i de Cilícia en diversos períodes, i sembla que era senador sobre l'any 180. Va ser el pare del famós historiador Dió Cassi, que el va acompanyar quan era governador de Cilícia.